# Hermipe (satèl·lit)
Hermipe (del grec antic Ερμίππη), o Júpiter XXX, és un satèl·lit irregular retrògrad de  Júpiter. Fou descobert per un equip d'astrònoms de la Universitat de Hawaii dirigits per Scott S. Sheppard l'any 2001

## Característiques físiques
Hermipe és un petit satèl·lit de prop de 4 quilòmetres de diàmetre, orbita al voltant de Júpiter a una distància mitjana de 21.182.000 de km en 629,809 dies terrestres, amb una inclinació de 151° de l'eclíptica (149° de l'equador de Júpiter). La seva òrbita és retrògrada amb una excentricitat de 0,2290.
Hermipe pertany al grup d'Ananké, un grup de satèl·lits que orbiten de forma retrògrada al voltant de Júpiter sobre el semieix major comprès entre els 19300000 i els 22700000 km, les inclinacions de 45.7° a 154.8° amb relació a l'equador de Júpiter i excentricitats entre 0.02 i 0.28.

## Denominació
El satèl·lit Hermipe porta el nom d'una amant de Zeus.
Hermipe rebé el seu nom definitiu l'agost de 2003, Prèviament havia rebut la designació provisional de S/2001 J 3, que indicava que era el tercer satèl·lit de Júpiter fotografiat per primera vegada l'any 2001.